# Bejeweled 2
Bejeweled 2 é um jogo para navegador, sequência de Bejeweled, desenvolvido e publicado pela PopCap Games. Bejeweled 2 Deluxe foi lançado em 2004, e como todos os outros títulos da PopCap, está disponível em uma base "experimente antes de comprar". Bejeweled 2 teve um port para Windows CE realizado pela Astraware, que foi lançado em 2005. Bejeweled 2 Deluxe foi lançado para o Xbox 360 como um jogo de Xbox Live Arcade em 22 de novembro de 2005. A PopCap lançou ainda uma versão para iOS da Apple, em 2008, que está disponível na App Store; também para PlayStation 3, na PlayStation Network, em 29 de janeiro de 2009, nos EUA; e para Wii, através do WiiWare, em 14 de junho de 2010. Tal como acontece com o Bejeweled, Bejeweled 2 baseia-se na mecânica de jogo do Shariki.
Bejeweled 2 apresenta vários modos secretos do jogo, que podem ser desbloqueados ao superar os níveis dos modos Classic, Puzzle, Endless e Action. O jogo foi nomeado em 2001 como o Jogo Puzzle do ano pelo Computer Gaming World.

## O jogo
O objetivo do jogo é trocar uma pedra com uma adjacente para formar uma combinação de três ou mais pedras da mesma cor. Quando uma combinação é criada, as pedras desaparecem, fazendo com que aleatoriamente caiam outras da parte superior. Às vezes, algumas pedras ao cair do topo se combinam automaticamente, o que é chamado de cascata. Existem vários modos diferentes do jogo disponíveis.

### Classic
O jogador precisa combinar de três a cinco pedras da mesma cor na horizontal ou vertical. Cada movimento certo atribui pontos para o jogador, que é indicado na parte inferior da tela na barra de pontuação. Uma troca normal acontece quando envolvem três pedras. Uma vez trocadas, três pedras novas entram. Um jogo de quatro pedras cria uma pedra de energia, a qual explode outras pedras, aumentando a pontuação. Já uma combinação de cinco pedras cria um hiper cubo. Quando trocados, um hiper cubo destrói qualquer uma das pedras da mesma cor da pedra que foi trocada. O jogo termina quando não há mais movimentos a serem feitos.
Eventualmente, ao fornecer hiper cubos (para salvar o jogador de esgotar-se de movimentos), a pontuação do jogador supera 2.147.483.647 (2^31) e o jogo continua próximo do nível 439.

### Action
O modo de ação é semelhante ao clássico, exceto que no modo de ação, a barra de contagem aparece pela metade e lentamente vai diminuindo, dando ao jogador um tempo limitado para completar o nível. Nesse modo do jogo, os valores das partidas são muito maiores e há movimentos ilimitados. O jogo termina quando a barra inferior desaparece.

### Puzzle
Esse modo é composto por vários cenários diferentes. Cada cenário é um planeta que pode ser resolvido por uma específica combinação de movimentos. Há também diversas pedras únicas, incluindo bombas e rochas.

### Endless
Esta é uma versão sem limite de tempo e que nunca termina na versão do Bejeweled 2 Deluxe. O jogador pode jogar uma partida no tempo que desejar, sem a preocupação de ficar sem movimentos. Esse modo é destinado aos iniciantes. No nível 281, existe uma modalidade adicional do jogo chamado “Finity”. Ela não está disponível na versão para iOS. Há também uma maneira para destravar o modo Finity na versão do Windows e Windows Mobile, que consiste simplesmente em renomear o usuário do jogador temporariamente.
Depois de jogar esse modo do jogo por 2.200 horas em um período de três anos, Mike Leyde obteve uma pontuação de 2.147.483.647, superior a 2^31-1, conforme a pontuação máxima programada. Isso levou a barra de pontuação a marcar valores negativos e bloquear a tela, o que demonstra que mesmo o modo sem fim é limitado.

## Modos secretos
En Bejeweled 2, vários modos secretos do jogo podem ser desbloqueados.
- Ao chegar no nível 18, no modo do jogo Classic, será desbloqueada a versão Crepúsculo. Nela, a gravidade muda com cada movimento, alternando entre pedras preciosas que caem do topo e da parte inferior.
- Ao alcançar o nível 9, em Action, será desbloqueada a versão Hyper. Similar ao Action, porém em uma velocidade duas vezes mais rápida. Outro diferencial desse modo são os movimentos rápidos: quando movimentos forem feitos rapidamente, cada movimento dá mais pontos, se o jogador ficar um tempo sem fazer movimentos, os pontos voltam ao normal (essa característica desse modo de jogo é similar a como funcionam os movimentos no modo Lightning de Bejeweled 3).
- Ao completar o modo Puzzle, será ativada a versão Cógnito. Também similar ao Puzzle, porém se obtém pontos em cada movimento resolvido com sucesso de maneira sequencial. Se o jogador pedir sugestões, será penalizado na pontuação.
- Ao completar o nível 280 no modo Endless, surgirá a versão Finite. Diferente do modo Action, porque há pedras e bombas que são incorporadas ao jogo.
- Ao passar o ponteiro oito vezes pelos botões dos modos de jogos na ordem Classic, Action, Endless e Puzzle, se inicia automaticamente o oculto “Original Modo”. Este modo é como jogar o primeiro Bejeweled. Isso significa que não há pedras especiais (com poder) ou Hipercubos. Na versão para Windows Mobile não é preciso passar o dedo sobre os botões e automaticamente aparecerá na tela do menu principal quando o jogador alternar os quatro ou cinco modos adicionais usando o ponto de interrogação.

## Pedras preciosas
As pedras normais vêm em diferentes cores e cortes. Existem também vários outros tipos diferentes delas.
- Pedras de energia: estas pedras parecem estar brilhando. Quando se combinam, elas explodem, causando um enorme ganho de pontuação. Elas são formadas por quatro pedras em uma linha ou cinco em duas linhas de interseção de três (ou seja, uma cruz, T, ou um L).
- HiperCubos: estes aparecem em turbilhões coloridos. Quando se tocam com outra pedra, todas as pedras dessa cor no tabuleiro se destroem. Os HiperCubos se formam quando se unem cinco pedras em uma linha.
- Bombas: as bombas são exclusivas para o modo do jogo chamado Puzzle. Estas têm temporizadores que retrocedem com cada movimento. Quando o temporizador atinge 0, explodem destruindo todas as pedras que a cercam.
- Rochas: as rochas também são exclusivas para o modo do jogo chamado Puzzle. Elas parecem como miniaturas de rochas e só podem ser eliminadas com HiperCubos ou explosões provocadas por pedras de energia.

## Trilha Sonora

### Lista de canções
Todas as canções são escritas e compostas por Peter Hajba, conhecido por seu apelido Skaven.
- Título 1 = Autonomus V2 = 1:53
- Título 2 = Bejeweled 2 Theme = 2:28
- Título 3 = Intro = 0:07
- Título 4 = Beyond the Network = 1:06
- Título 5 = The Journey Begins = 1:45
- Título 6 = Rain of Lights = 1:27
- Título 7 = LightStorm = 2:05
- Título 8 = Sea of Amorphity = 2:25
- Título 9 = Masked Intentions = 3:07
- Título 10 = Routinoid = 2:30
- Título 11 = Tunnel Society v2 = 4:10
- Título 12 = A New Beginning, note12 = Intro 2 = 0:22
- Título 13 = Silent Conquest = 2:35
- Título 14 = Schein = 2:16
- Título 15 = Choose and Contemplate = 2:01
- Título 16 = Breathing Love = 2:37
- Título 17 = Jewels of Denial = 2:43